# Pictetia marginata
Pictetia marginata är en ärtväxtart som beskrevs av Charles Wright. Pictetia marginata ingår i släktet Pictetia och familjen ärtväxter. Inga underarter finns listade i Catalogue of Life.